# Taipingxi (köpinghuvudort i Kina, Hubei Sheng, lat 30,88, long 110,96)
Taipingxi (kinesiska: 太平溪, 太平溪镇) är en köpinghuvudort i Kina. Den ligger i provinsen Hubei, i den centrala delen av landet, omkring 320 kilometer väster om provinshuvudstaden Wuhan. Antalet invånare är 23 979. Befolkningen består av 11 556 kvinnor och 12 423 män. Barn under 15 år utgör 12,0 %, vuxna 15-64 år 77 %, och äldre över 65 år 10,0 %.
Runt Taipingxi är det ganska tätbefolkat, med 166 invånare per kvadratkilometer. Närmaste större samhälle är Sandouping, 8,7 km sydost om Taipingxi. I omgivningarna runt Taipingxi växer huvudsakligen savannskog.
Genomsnittlig årsnederbörd är 1 331 millimeter. Den regnigaste månaden är maj, med i genomsnitt 206 mm nederbörd, och den torraste är december, med 14 mm nederbörd.